# 매그놀리아 (영화)
《매그놀리아》(영어: Magnolia)는 1999년 개봉한 미국의 심리 드라마 영화로, 폴 토머스 앤더슨 감독의 세 번째 장편 영화이다. 서로 조금씩 얽혀 있는 여러 인물들이 일련의 사건들을 계기로 사랑과 용서, 행복을 깨달아 가는 과정을 그린 군상극이다. 제러미 블랙먼, 톰 크루즈, 멀린다 딜런, 필립 베이커 홀, 필립 시모어 호프먼, 윌리엄 H. 메이시, 줄리앤 무어, 존 C. 라일리, 제이슨 로바즈, 멀로라 월터스 등이 앙상블 캐스트로 출연하였다.
2000년 제50회 베를린 국제 영화제에서 황금곰상을 수상했다.

## 줄거리
영화의 서두는 기막힌 인연으로 이어진 사망자들의 일화를 보여준다. 때로 단순한 우연보다 강력한 무언가 우리 삶에 작용하고 있음을 알려 주며, 로스앤젤레스 샌퍼넌도밸리의 사람들의 이야기가 시작된다.
경찰관 짐 커링은 어느 신경질적인 여자의 안방 옷장에서 남편의 시체를 발견한다. 범인은 밝혀지지 않는데, 이웃집 꼬마 하나가 범인 정보를 제공하겠다며 랩을 하기 시작한다. 짐은 꼬마를 무시하고 가 버린다. 한편 클로디아 윌슨은 어느 남자와 동침한 다음 날 남남처럼 지내고 있던 아버지 지미의 방문을 받는다. 지미는 암에 걸려 얼마 살지 못한다면서 클로디아와 화해해 보려 하지만 클로디아는 소리를 지르며 지미를 쫓아낸다. 이후 클로디아는 시끄러운 음악을 틀어 놓고 코카인을 흡입하다가 이웃집의 신고를 받고 찾아온 짐과 만난다. 짐은 클로디아와 이야기를 나누며 그녀에게 끌리게 되고, 가기 전에 데이트 신청을 한다. 클로디아는 데이트를 받아들인다.
클로디아의 아버지 지미 게이터는 장수 생방송 퀴즈쇼 “아이들은 무엇을 알까?”의 사회자이다. 이날 방송에는 최고 기록을 노리는 신동 스탠리가 참석하는데, 스탠리는 강압적인 아버지와 다른 어른들의 기대에 눌려 무척이나 떨고 있다. 스탠리는 오줌이 마려워서 매니저 신시아에게 화장실에 가고 싶다고 하지만, 신시아는 방송이 곧 시작된다며 들어주지 않는다. 결국 스탠리는 방송 중에 의자에 앉은 채로 오줌을 싸고, 동시에 사회자인 지미가 쓰러진다. 스탠리와 지미 모두 꾹 참고 방송 진행을 강행하지만, 스탠리는 마침내 실성해서 아버지와 어른들을 욕한 뒤 촬영장을 뛰쳐나가고 이후 도서관에 틀어박혀 공부를 하기 시작한다. 지미는 부축을 받으며 촬영장을 나선다.
도니 스미스는 이 퀴즈쇼 방송을 바에서 보고 있다. 그는 30년 전 인기 스타인 어린이 퀴즈왕이었지만 지금은 직장에서 잘린 신세이다. 그는 치아 교정기를 부착한 남자 바텐더를 짝사랑하고 있으며, 자신도 교정기를 착용하면 바텐더가 자기를 봐줄 것이라는 망상에 부풀어 있어, 직장에서 돈을 훔쳐 교정기 할 돈을 마련하려고 한다.
이 퀴즈쇼의 전 프로듀서이며 언론계 거물인 노인 얼 파트리지는 암으로 드러누워 죽어가고 있다. 얼에게는 숨겨둔 아들이 있는데, 바로 유명 남성주의 연설가이자 픽업 아티스트인 프랭크 매키이다. 얼은 간병사인 필 파마에게 프랭크를 찾아 달라고 부탁한다. 필은 포르노 잡지를 뒤적이다가 프랭크의 연락처를 알아낸다. 같은 시각 프랭크는 연설을 마치고 궤너비어라는 기자를 만나 인터뷰를 한다. 처음에는 호기롭게 받아들이지만, 인터뷰가 점점 그의 출신 성분과 아버지에 대한 민감한 부분으로 이어지자, 프랭크는 성질을 내며 자리를 박차고 나선다. 직후 프랭크는 필이 자신을 찾고 있다는 연락을 받고, 다음 연설을 횡설수설 마무리한 뒤 그날 밤 얼을 찾아간다.
필이 얼을 돌봐주는 사이 얼의 젊은 아내 린다는 얼의 처방전을 들고 약국을 돌며 모르핀을 구하고 있다. 린다는 비록 돈 때문에 얼과 결혼한 데다가 바람까지 피웠으나 현재는 얼을 진심으로 사랑하게 되었고 임박한 그의 죽음을 슬퍼한다. 그래서 유산을 받고 싶지 않아진 그녀는 유언장을 고치려다가 이를 그저 약에 취해 하는 소리로 여기는 변호사에게서 면박을 듣고 떠난다. 린다는 결국 차 안에서 술로 약을 잔뜩 들이켜 죽으려고 하지만, 랩하던 꼬마가 그녀를 발견한다. 꼬마는 그녀의 지갑에서 돈을 챙기고는 구급차를 부른다.
집에 돌아온 지미는 아내 로즈에게, 딸 클로디아가 자신과 멀어진 이유를 이야기해 준다. 클로디아는 지미로부터 성추행을 당했다고 믿고 있는 것이다. 놀란 로즈가 그게 사실이냐고 물어보자 지미는 기억이 나지 않는다고 대답한다. 로즈는 화가 나서 집을 나가 버린다. 지미는 권총을 꺼내어 자살을 준비한다.
짐은 클로디아와의 데이트를 앞두고 권총을 잃어 버려 동료들의 웃음거리가 된다. 클로디아를 만나자 짐은 자신이 무능한 경찰이며 인기 없는 이혼남이라고 자책한다. 클로디아가 자신 또한 그가 알면 싫어할 만한 문제를 감추고 있다고 얘기한 뒤 두 사람은 키스하지만 클로디아는 밖으로 뛰쳐 나간다. 짐은 클로디아를 찾아 나섰다가 직장 건물 안에 다시 들어가기 위해 지붕에 닿으려고 전봇대를 오르고 있던 도니를 발견한다. 도니는 계획대로 직장에서 돈을 훔쳤다가 죄책감 때문에 돌려놓으려던 참이었다.
모두의 갈등이 정점에 달해 있을 때 갑자기 하늘에서 개구리가 비가 되어 쏟아진다. 지미가 본인에게 쏜 총알은 채광창을 부수고 떨어진 개구리 덕분에 엇나간다. 딸 클로디아의 맨션을 찾던 로즈는 운전 중에 개구리 때문에 맨션 근처에서 차를 박은 뒤 클로디아의 집에 들어가 화해한다. 얼은 개구리 떨어지는 소리에 정신을 차리고, 곁을 지키고 있던 아들 프랭크를 발견한다. 도니는 전봇대에서 떨어지지만 짐의 도움을 받는다. 스탠리는 창밖의 개구리 비를 환한 얼굴로 바라본다. 
다음 날 개구리 비가 그치고, 얼은 죽음을 맞는다. 프랭크는 의식을 되찾은 얼의 아내 린다의 병문안을 간다. 스탠리는 집으로 돌아와서 아버지에게 더 친절한 사람이 되라고 말하지만 가서 잠이나 자라는 답변을 듣는다. 짐이 도니의 이야기를 들어주던 도중 잃어 버렸던 권총이 신기하게도 그의 앞에 떨어진다. 짐은 도니가 돈을 돌려놓게 도운 뒤 클로디아를 찾아가서 제대로 고백을 하고, 클로디아는 그에게 미소짓는다.

## 출연진
- 제러미 블랙먼 - 스탠리 스펙터 역
- 톰 크루즈 - 프랭크 T. J. 매키 역
- 멀린다 딜런 - 로즈 게이터 역
- 에이프릴 그레이스 - 궤너비어 역
- 루이스 구스만 - 루이스 역
- 필립 베이커 홀 - 노년기 지미 게이터 역
  - 토머스 제인 - 청년기 지미 게이터 역
- 필립 시모어 호프먼 - 필 파마 역
- 리키 제이 - 버트 램지 역 / 해설
- 윌리엄 H. 메이시 - 어린이 퀴즈왕 도니 스미스 역
  - 벤저민 니든스 - 도니 스미스 아역
- 앨프리드 몰리나 - 솔로몬 솔로몬 역
- 줄리앤 무어 - 린다 파트리지 역
- 마이클 머피 - 앨런 클리그먼 씨 역
- 존 C. 라일리 - 짐 커링 경관 역
- 제이슨 로바즈 - 얼 파트리지 역
- 멀로라 월터스 - 클로디아 윌슨 게이터 역
- 마이클 보언 - 릭 스펙터 역
- 헨리 깁슨 - 서스턴 하월 역
- 펄리시티 허프먼 - 신시아 역
- 이매뉴얼 존슨 - 딕슨 역
- 아일린 라이언 - 메리 역
- 대니 웰스 - 딕 제닝스 역
- 클리오 킹 - 마시 역
- 올랜도 존스 - 웜 역
- 클라크 그레그, 로버트 다우니 시니어, 윌리엄 메이포서 - WDKK 직원 역
- 패튼 오즈월트 - 델머 대리언 역
- 팻 힐리 - 에드먼드 윌리엄 고드프리 경 / 젊은 약사 역
- 폴 F. 톰프킨스 - 채드 역 (목소리 출연)
- 메리 린 라이스커브 - 재닛 역 (목소리 출연)
- 닐 플린 - 스탠리 베리 역
- 브래드 헌트 - 크레이그 핸슨 역
- 미리엄 마걸리스 - 페이 배린저 역 (크레디트 미기재)

얼 파트리지 역의 제이슨 로바즈는 배역과 마찬가지로 폐암 환자였고, 촬영 이듬해에 세상을 떠났다.

## 기타 제작진
- 공동 제작: 대니얼 루피
- 배역: 커샌드라 쿨루컨디스
- 미술: 윌리엄 아널드, 마크 브리지스
- 의상: 마크 브리지스
- 시각 효과: 조 러테리

## 반응
씨네21의 박은영 기자는 영화가 “가족을 비롯한 온갖 인간 관계에 잠복해 있는 비극성”을 이야기하고 있으며, 로버트 올트먼의 《숏 컷》과 비교하여 “용서와 화해를 주선하는 이들의 존재와 감독의 애정어린 시선”이 느껴진다고 말했다. 황덕호 재즈 칼럼니스트는 에이미 맨과 존 브라이언의 영화 음악이 제각각의 이야기에 동질성과 동시성을 부여하며 “용서와 구원”이라는 테마를 만들어 내고 있다고 분석했다. 듀나는 몇몇 과도한 감정선과 스타일이 감독의 예술적 통제력을 넘어선다고 지적하면서도, 거창한 주제를 정공법으로 진지하게 풀어내는 용감함과 통찰력이 돋보이는 “결점 있는 걸작”으로 호평하며 4점 만점의 3.5점을 주었다.

## 수상
| 연도 | 상                            | 부문                  | 수상자                | 결과 | 출처  |
| ---- | ----------------------------- | --------------------- | --------------------- | ---- | ----- |
| 2000 | 제50회 베를린 국제 영화제     | 황금곰상              | 《매그놀리아》        | 수상 | [ 4 ] |
| 2000 | 제57회 골든 글로브상          | 영화 부문 남우 조연상 | 톰 크루즈             | 수상 | [ 5 ] |
| 2000 | 제57회 골든 글로브상          | 주제가상              | “Save Me” - 에이미 맨 | 후보 | [ 5 ] |
| 2000 | 제72회 아카데미상             | 남우 조연상           | 톰 크루즈             | 후보 | [ 6 ] |
| 2000 | 제72회 아카데미상             | 각본상                | 폴 토머스 앤더슨      | 후보 | [ 6 ] |
| 2000 | 제72회 아카데미상             | 주제가상              | “Save Me” - 에이미 맨 | 후보 | [ 6 ] |
| 2000 | 제6회 방송 영화 비평가 협회상 | 작품상                | 《매그놀리아》        | 후보 | [ 7 ] |
| 2000 | 제6회 미국 배우 조합상        | 여우 조연상           | 줄리앤 무어           | 후보 | [ 8 ] |
| 2000 | 제6회 미국 배우 조합상        | 남우 조연상           | 톰 크루즈             | 후보 | [ 8 ] |
| 2000 | 제6회 미국 배우 조합상        | 종합 연기상           | 《매그놀리아》        | 후보 | [ 8 ] |

## 우리말 녹음
SBS 성우진 (2004년 6월 25일)
- 최원형 - 프랭크 T. J. 매키 (톰 크루즈)
- 이향숙 - 린다 파트리지 (줄리앤 무어)
- 성완경 - 필 파마 (필립 시모어 호프먼)
- 황윤걸 - 도니 스미스 (윌리엄 H. 메이시)
- 김영훈 - 짐 커링 (존 C. 라일리)
- 이선호 - 스탠리 스펙터 (제러미 블랙먼)
- 송두석 - 얼 파트리지 (제이슨 로바즈)
- 노민 - 지미 게이터 (필립 베이커 홀)
- 최옥희 - 로즈 게이터 (멀린다 딜런)
- 이진화 - 클로디아 (멀로라 월터스)
- 기경옥
- 김순선
- 김순영
- 장주영
- 조예신
- 윤복성